# El joven Mussolini
Il giovane Mussolini (en español El joven Mussolini) es un drama biográfico protagonizado por Antonio Banderas como el joven Mussolini. Cubre el periodo de la vida de Benito Mussolini cuando era un profesor y una creciente estrella en el Partido Socialista Italiano. 

## Argumento
Benito Mussolini era profesor de instituto. Problemas románticos le enviaron al exilio en Suiza, donde trabajó como obrero y aprendió de primera mano cómo los trabajadores son oprimidos. De vuelta a Italia, se casa con su amor de juventud y se une al Partido Socialista Italiano, donde destacó como radical y como director del Avanti!, uno de los mayores periódicos italianos de ideología izquierdista.

## Reparto
- Antonio Banderas como Benito Mussolini.
- Toni Bertorelli como Primo.
- Valentina Lainati como Giulia Ferrari.
- Ivano Marescotti como Giacinto Serrati.
- Franco Mescolini como Ferrari.

- Datos: Q3794237